# サンドロ・クトゥレーロ
サンドロ・クトゥレーロ（1961年生、Sandro Cuturello）は、イタリア・トロペーア出身の指揮者。音楽グループウィンナ・ワルツ・オーケストラの創立者である。ピアニストとしても活動していた。

## 経歴
サンタ・チェチーリア音楽院を得てセルジオ・ペルティカローリに指示する。トルヴェルガータ大学で政治哲学で博士号を取る。ウィーンでの生活を通じてウィンナ・ワルツに興味を持ち、ウィンナ・ワルツ・オーケストラを創立した。現在もこの楽団とともに活動しており、訪日も成しとげた。